# Toplița, Hunedoara
Toplița là một xã thuộc hạt Hunedoara, România. Dân số thời điểm năm 2002 là 883 người.